# بازارغاه (سميرم)
بازارغاه هي قرية في مقاطعة سميرم، إيران. يقدر عدد سكانها بـ 365 نسمة بحسب إحصاء 2016.